# Triplectides zonatus
Triplectides zonatus là một loài Trichoptera trong họ Leptoceridae. Chúng phân bố ở miền Australasia.